# Bataille de Rehe
Campagnes de Mongolie-intérieure
Batailles
Invasion japonaise de la Mandchourie
- Mukden
- Jiangqiao
- Pont de la rivière Nen
- Jinzhou
- Harbin
- Pacification du Mandchoukouo
- Rehe
- Grande Muraille
- Mongolie-intérieure (Suiyuan)

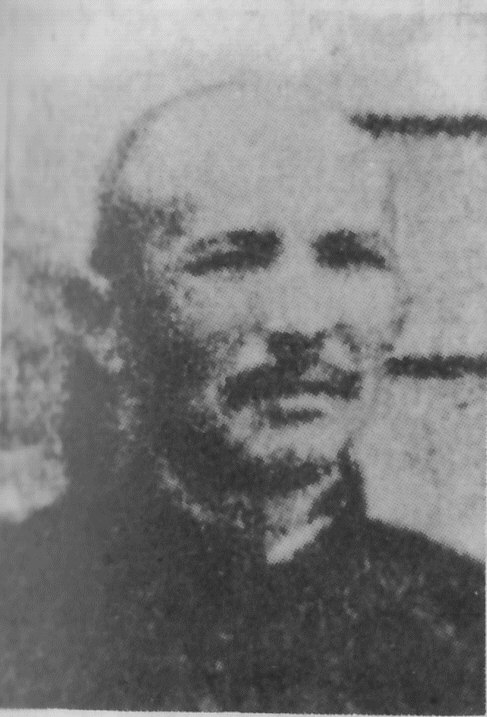
Le seigneur de la guerre Sun Dianying résiste sans succès aux troupes japonaises.

La bataille de Rehe (chinois simplifié : 熱河戰役, chinois traditionnel : 热河战役, pinyin : Rèhé zhànyì, parfois appelée bataille de Jehol) est la seconde partie de l'opération Nekka, au sein de l'invasion japonaise de la Mandchourie, une campagne durant laquelle l'empire du Japon affronte le seigneur de la guerre chinois Zhang Xueliang, s'empare de la province de Rehe en Mongolie-Intérieure et l'annexe au nouvel État du Mandchoukouo. La bataille dure deux semaines du 21 février au 4 mars 1933.

## Contexte
Après la création du Mandchoukouo, l'armée japonaise du Guandong lance une opération visant à sécuriser la frontière sud avec la Chine en attaquant et capturant la passe de Shanhai dans la Grande Muraille le 3 janvier 1933. La province de Rehe, au nord de la Grande Muraille, est la prochaine cible. Déclarant que la province est historiquement liée à la Mandchourie, l'armée impériale japonaise espère réussir à la sécuriser en ralliant le général Tang Yulin à la cause du Mandchoukouo. Lorsque cela échoue, l'option militaire est choisie avec comme forces les 6e et 8e divisions et les 14e et 33e brigades mixtes d'infanterie, la 4e brigade de cavalerie et la 1re compagnie spécial de tank.
L'État-major de l'armée impériale japonaise demande la bénédiction de l'empereur Hirohito pour l'« opération stratégique » contre les forces chinoises à Rehe. Espérant qu'il s'agit de la dernière opération de l'armée dans la région et qu'elle mettra un terme au problème de la Mandchourie, l'empereur approuve en déclarant explicitement que l'armée n'ira pas au-delà de la Grande Muraille de Chine.

## La bataille de Rehe

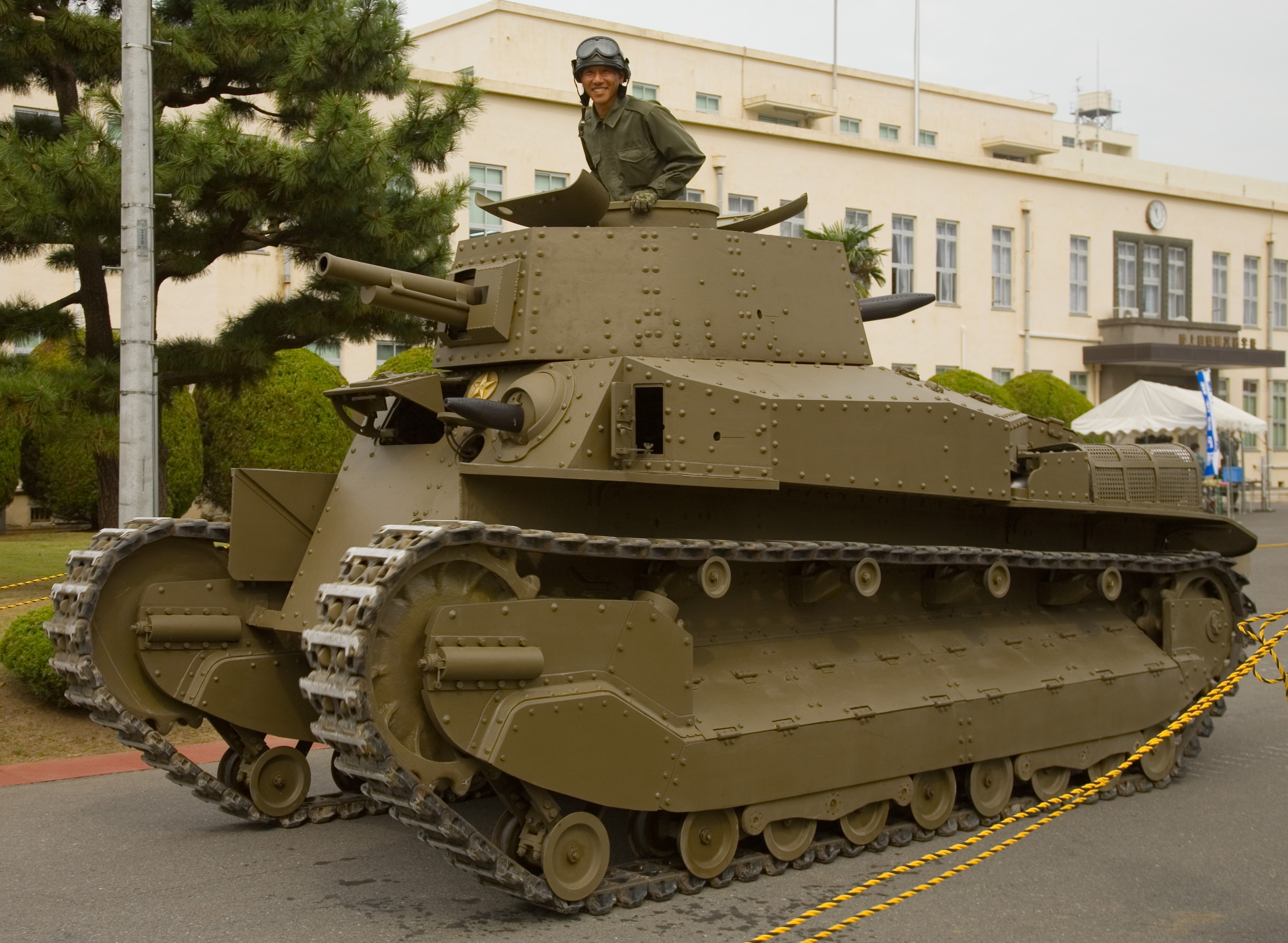
Char Type 89 I-Go utilisé par les troupes japonaises.

Le 23 février 1933, l'offensive est lancée. Le 25, les villes de Chaoyang et Kailu sont prises. Le 2 mars, la 4e brigade de cavalerie rencontre de la résistance de la part des forces de Sun Dianying et, après plusieurs jours de combat, prend Chifeng. Sun Dianying monte alors une contre-attaque contre la 6e division japonaise le même jour et pénètre une fois tellement loin qu'il se retrouve près du quartier-général japonais. Le 4 mars, la cavalerie japonaise et la 1re compagnie spéciale de tank, qui dispose de chars Type 89 I-Go prennent Chengde, la capitale de la province de Rehe.

## Conséquences
La province de Rehe est ensuite annexée au Mandchoukouo. Zhang Xueliang est forcé par le gouvernement du Kuomintang de renoncer à son poste pour « raisons médicales ». Les forces chinoises se replient derrière la Grande Muraille où, après une série de batailles et d'escarmouches, l'armée japonaise s'empare de plusieurs points stratégiques avant d'accepter un cessez-le-feu. Les négociations (trêve de Tanggu) ont lieu dans une zone démilitarisée entre la Grande Muraille et Pékin. Cela ne s'avèrera cependant qu'un répit de courte durée avant le déclenchement de la guerre sino-japonaise début 1937.